# Hussa bint Ahmed Al Sudairi
Hussa Al Sudairi, oder genauer Hussa bint Ahmed bin Mohammed bin Ahmed Al Sudairi, (arabisch حصة بنت أحمد السديري, DMG Ḥuṣṣa bt. Aḥmad as-Sudairī; * 1900; † 1969) war eine Ehefrau von König Abdulaziz von Saudi-Arabien in einer Vielehe. Keine andere seiner Frauen gebar ihm so viele Söhne wie sie.

## Leben
Hussa Al Sudairi stammte aus der einflussreichen Familie Al Sudairi. Ihr Vater ist Ahmed bin Mohammed bin Ahmed Al Sudairi und ihre Mutter ist Sharifa bint Ali Al Suwaidi.
Im Alter von 13 Jahren wurde sie mit Abdulaziz bin Abdul Rahman Al Saud, dem späteren Staatsgründer und König Saudi-Arabiens, verheiratet. Seine Mutter Sara bint Ahmed Al Sudairi ist eine Tochter ihres Urgroßvaters Ahmed bin Mohammed bin Turki Al Sudairi. Der erste gemeinsame Sohn Saad (1913–1919) starb im Alter von fünf Jahren an der Spanischen Grippe. Nach dessen Tod ließ sich ihr Ehemann von ihr scheiden und sein Bruder Mohammed bin Abdul Rahman heiratete sie. Aus dieser Ehe stammt ihr Sohn Abdullah. Nach dessen Geburt folgte eine erneute Scheidung und Abdulaziz bin Abdul Rahman heiratete sie wieder.
Sie gebar König Abdulaziz insgesamt dreizehn Kinder, acht Söhne und fünf Töchter, von denen ein Sohn und eine Tochter früh starben. Die sieben anderen Söhne bildeten die einflussreichste Vollgeschwistergruppe unter seinen Söhnen, die Sudairi-Sieben.
Sie arrangierte und organisierte Ehen für ihre Söhne Fahd, Sultan und Naif mit Töchtern von Abdulaziz bin Musaid bin Jiluwi Al Saud, einem Bruder der Mutter König Khalids.

## Nachkommen
Siehe auch: Sudairi-Sieben

### Söhne
- Saad (1913–1919), starb an der Spanischen Grippe
- Abdullah, einziger Sohn aus ihrer Ehe mit Mohammed bin Abdul Rahman[1]
- Fahd (1921 oder 1923–2005), König von Saudi-Arabien
- Sultan (1925–2011), Kronprinz von Saudi-Arabien
- Abdul Rahman (1931–2017), stellvertretender saudischer Verteidigungsminister
- Naif (1934–2012), Kronprinz von Saudi-Arabien
- Turki (1934–2016), stellvertretender saudischer Verteidigungsminister
- Salman (* 1935), König von Saudi-Arabien
- Ahmed (* 1942), ehemaliger saudischer Innenminister[2]

## Geschwister
Ihre Schwester al-Jawhara war mit Imam Abdul Rahman bin Faisal verheiratet. Ihr Bruder Turki bin Ahmed Al Sudairi war während der Herrschaft ihres Ehemannes unter anderem Gouverneur der Provinz al-Dschauf, weitere Mitglieder ihrer Familie hielten ebenfalls Gouverneursposten.